# Ваксман, Фил
Фил Ваксман (англ. Phil нем. Wachsmann; род. 5 августа 1944, Кампала, Уганда) — фри-джазовый и авангардный музыкант, скрипач, импровизатор.

## Биография
Учителем Ваксмана была легендарный французский педагог Надя Буланже. Несмотря на сотрудничество со многими фри-джазовыми музыкантами, Фил пришёл к свободной импровизации через музыку классиков XX века — Чарльза Айвза, Антона фон Веберна, Гарри Партча, Лучано Берио. В 1969 году стал участником Yggdrasil Quartet, ансамбля, специализировавшегося на исполнении произведений таких композиторов, как Джон Кейдж, Корнелиус Кэрдью и Мортон Фельдман. Благодаря работе в этой группе Ваксман получил известность в качестве экспериментатора с электроникой: он пропускал звук скрипки через самостоятельно сконструированные устройства, модифицирующие его. Собственным проектом музыканта была команда Chamberpot. Примерно на то же время приходится его обучение у Буланже, чей акцент на живые выступления также повлиял на становление Ваксмана в качестве импровизатора. С 1970-х годов Фил выступает с ведущими адептами свободной импровизации — Дереком Бейли, Тони Оксли, Эваном Паркером, Мэтсом Густафссоном, Фредом ван Ховом и другими. Работал с London Jazz Composers Orchestra.

## Дискография
- February Papers с Tony Oxley, 1977
- Improvisations are forever now 1977/79 (с Barry Guy и Howard Riley)
- The Family avec: Wuppertal Workshop Ensemble (Peter Brötzmann, Gianluigi Trovesi, Peter Kowald), 1980
- Chapter two 1981-3, с Iskra 1903 1981-83
- Was macht ihr denn? с Mark Charig, Fred Van Hove, Günter Baby Sommer, 1982
- Epiphany/Epiphanies, с Company (Ursula Oppens, Fred Frith, George Lewis (тромбон), Julie Tippetts 1982
- Writing in water, 1984
- Ellispontos c Paul Lytton, Hans Schneider (бас), Floros Floridis, 1985
- The Glider & the Grinder c Tony Oxley, 1987
- Songs and Variations с Georg Gräwes GrubenKlangOrchester, 1988-89
- Trio Raphiphi, с Radu Malfatti и Phil Minton, 1990
- Theoria с London Jazz Composers Orchestra, 1991
- Meetings с Mario Schiano, 1992
- Toward the margins с The Evan Parker Electro-Acoustic Ensemble, 1996
- The balance of trade с Paul Lytton Quartet, 1996
- Proceedings с London Improvisers Orchestra, 1999
- August steps, Duo con Teppo Hauta-Aho, 1999
- Freedom of the city 2002 с London Improvisers Orchestra, 2002
- 888 с Evan Parker, Hugh Davies, Eddie Prévost, 2003
- Free zone Appleby 2005 с Gerd Dudek, Tony Levin, Evan Parker, Tony Marsh, Paul Dunmall, John Edwards (импровизации), Kenny Wheeler, Paul Rogers, 2005
- Pacific 2003 с Martin Blume (Bead, 2005)
- Free Zone Appleby 2005 с Evan Parker, Kenny Wheeler, Gerd Dudek, Paul Dunmall, Paul Rogers, John Edwards, Tony Marsh, Tony Levin (psi, 2006)
- Cinc с Paul Lytton, Ken Vandermark (Okka Disk, 2006)
- Refugium с Jorgensen, Riis (Ninth World Music, 2006)
- Free Zone Appleby 2006 с Evan Parker, Rudi Mahall, Aki Takase, Alexander von Schlippenbach, Paul Rutherford, Paul Lovens (psi, 2007)
- St. Cyprians 3 с Howard Riley, Tony Wren (FMR, 2012)
- Gateway '97 с Turner, Thomas, Frangenheim (Creative Sources, 2013)
- Berlin Kinesis с Turner, Thomas, Frangenheim (Creative Sources, 2015)
- Alizarin с Roger Turner (Bead, 2015)
- Imagined Time с Paul Lytton (Bead, 2016)
- Garuda с Lawrence Casserley (Bead, 2016)
- A Trust in the Uncertain and a Willingness to Be Exposed с Emil Strandberg, Sten Sandell, Patric Thorman (Found You, 2017)
- Reunion Live from Cafe Oto с Evan Parker, John Russell, Ian Brighton, Marcio Mattos, Trevor Taylor (FMR, 2017)